# Jean Taxil
À ne pas confondre avec Jean Baptiste de Taxis et Jean-Baptiste de Taxis.
Jean Taxil, né aux Saintes-Maries-de-la-Mer vers 1570 et mort à une date inconnue à Arles, est un médecin et astrologue du XVIIe siècle, ayant été actif de 1602 à 1618. Il est auteur d'ouvrages sur l'épilepsie, l'astronomie, l'astrologie et la physiognomonie.

## Biographie
Originaire de la Camargue, Jean Taxil termine ses études classiques au collège de Tournon et étudie la médecine à l'université de Montpellier, où il est reçu docteur en 1594. Il s'installe vers cette époque à Arles où il traite une femme atteinte de l'épilepsie.
En 1602 ou 1603, il fait sonTraité de l'Epilepsie (Livre I, Chapitre 15), il rapporte la première description historique d'un probable cas d'hyperlexie[réf. souhaitée]. Le traité semble avoir été bien reçu de ses concitoyens qui remboursent une partie des frais d'impression.
À l'instar de Michel de Nostredame, qu'il cite, Jean Taxil pratique aussi l'astrologie. En septembre 1607, il observe la comète de Halley à Arles, et à cette occasion commence une longue polémique sur les prédictions astrologiques qu'on peut tirer de telles observations.  
En 1614, Taxil est chargé de s'occuper du corps de François-Alexandre de Lorraine (1589-1614), fils d'Henri Ier de Guise, tué accidentellement aux Baux-de-Provence. En 1616, il figure parmi les personnes qui offrent un retable à l'église du collège d'Arles.    
Il s'était marié avec Claire Taulemesse, une femme d'une famille de notables arlésiens.

## Spéculations à propos de son origine
On a parfois associé Jean Taxil avec Jean-Baptiste de Taxis, fils illégitime de Roger de Taxis, prévôt de Louvain et chancelier de l'université de Louvain, et de Cornelia de Hase, une abbesse de Louftémont issue d'une famille noble du Brabant. L'évêque du diocèse de Namur aurait envoyé Cornelia de Hase dans le couvent de la basilique Sainte-Marie-Madeleine de Saint-Maximin-la-Sainte-Baume, où elle aurait donné naissance à son fils qu'elle baptise Jean. En 1584, Jean est reconnu par son père Roger de Taxis et rebaptisé Jean Baptiste Taxis en hommage à son grand-père. Son oncle Léonard, maître général des postes de l'empereur Rodolphe II, nomme Jean Baptiste dans le poste difficile de maître des postes dans le Lyonnais, où il assure en territoire hostile les liaisons postales entre le Piémont et le comté de Nice et ce jusqu'en 1601, date à laquelle le Saint-Empire romain germanique cesse ses prétentions sur ces terres français en ratifiant le traité de Lyon,.
Cette hypothèse semble assez peu plausible au regard des informations biographiques contenues dans les ouvrages de Taxil, qui ne laisse transparaître aucun lien avec la haute noblesse. 

### Patronymie
Deux théories existent quant à l'origine du nom.
- La première désigne la famille Tasso, originaire de Cornello dans la province de Bergame[9] dans la vallée du Brembo en Lombardie, qui remonterait jusqu'au VIe siècle[10]. Tasso signifie blaireau en italien (tassi au pluriel), mais l'origine du nom proviendrait du mont Tasso sur lequel poussaient des ifs (tassi en italien)[11] et où était bâti le château fort de la famille[12]. Tasso se décline en Tassi car dans la langue italienne, ce pluriel indique la filiation au sens large du terme. Vers 1490, le nom qui a pris un pluriel en italien est francisé en lui ajoutant un -s, devenant ainsi Tassis. Puis, en 1512, une fois anobli par l'empereur Maximilien Ier, l'orthographe du nom de cette famille s'écrira désormais Taxis, car le -ss italien est remplacé en français par un -x[13],[14],[15] avec la particule von utilisée dans les pays germaniques et de en France.

- La seconde théorie explique que le nom de famille Taxis, avec ses dérivés (Tassy, Taxy, Taxil, Tassi, Tassel, Tacussel), est provençal et à relier avec le nom sabin Tatius ou Taxilus[16]. Le nom semble assez courant en Provence.

## Descendance
- François Taxil, son fils, est gradué de la Faculté de médecine d'Avignon en 1624[1].
- Jean Taxis, son arrière petit-fils